# 秀体尖额蚤
秀体尖额蚤（学名：Alona diaphana）为盘肠蚤科尖额蚤属的动物。分布于印度尼西亚、斯里兰卡、日本、阿根廷、巴西、非洲、大洋洲、台湾岛以及中国大陆的广东、广西、江苏、黑龙江、云南等地，主要生活于湖泊沿岸以及池塘以及稻田中。